# Sufia Ahmed
Sufia Ahmed (bengalisch সুফিয়া আহমেদ; geborene Ibrahim; geb. 20. November 1932 in Faridpur, Britisch-Indien; gest. 9. April 2020 in Dhaka, Bangladesch) war eine bangladeschische Wissenschaftlerin. Sie wurde 1994 die erste weibliche Nationalprofessorin (bengalisch জাতীয় অধ্যাপক englisch National Professor) Bangladeschs. 2002 erhielt sie von der Regierung Bangladeschs den Ekushey Padak, den zweithöchsten zivilen Verdienstorden in Bangladesch.

## Karriere
Ahmeds Eltern waren Muhammad Ibrahim, Richter und ehemaliger Vizekanzler der Universität Dhaka, und Lutfunnessa Ibrahim. Ihr Vater war 1942–1943 Dozent an der juristischen Fakultät der Universität Dhaka. Dies war der Ausgangspunkt für ihren Wunsch, Lehrerin zu werden. Sie bestand 1948 die Aufnahmeprüfung und begann ein Studium am Brojomohun College in Barisal. Von 1950 bis 1954 studierte Ahmed auf Wunsch ihres Vaters an der Universität Dhaka Geschichte und Kultur des Islam. Ahmed war eine der Vorreiterinnen, die am 21. Februar 1952 gegen das Versammlungsverbot verstießen und die Ausgangssperre auf dem Campus der Universität Dhaka verweigerten. Ihren Doktortitel erwarb sie 1960 in London.
Ahmed wurde 1961 Mitglied des Lehrkörpers der Abteilung für Islamische Geschichte und Kultur der Universität Dhaka. 1973 wurde sie Professorin. Sie war Gastprofessorin an der Bosporus-Universität Istanbul und am Alverno College in Milwaukee, Wisconsin.
Ahmed war Mitglied des Verwaltungsrats der Bangladesh Bank. Sie war Präsidentin der Bangladesh Itihas Parishad, einer 1966 gegründeten Vereinigung bangladeschischer Historiker und Forscher mit dem Ziel, die Veröffentlichung geschichtswissenschaftlicher Arbeiten auf Bengalisch zu fördern.

## Familie
Ahmed heiratete im Juni 1955 den Barrister Syed Ishtiaq Ahmed. Gemeinsam hatten sie einen Sohn, Syed Refaat Ahmed, einen Richter am Obersten Gerichtshof von Bangladesch, und eine Tochter, Raina Ahmed, eine Ärztin.
Am 8. Juli 2004 gründete Sufia Ahmed den Treuhandfonds „Barrister Syed Ishtiaq Ahmed Memorial Foundation“ bei der Asiatic Society of Bangladesh.
Ihre beiden Kinder gründeten am 20. November 2020 den Treuhandfonds „National Professor Dr. Sufia Ahmed Memorial Foundation“ bei der Asiatic Society of Bangladesh.

## Auszeichnungen
- Sufia Kamal Award (2015)[9]
- Ekushey Padak (2002)